# 石斑鱼异线双吸虫
石斑鱼异线双吸虫（学名：Allonematobothrium epinepheli）为囊双科异线双吸虫属的动物。分布于太平洋，包括南海等海域，营寄生生活，宿主石斑鱼，寄生部位为鳃、假鳃、鳃盖内侧。